# گرلیویل (کارولینای جنوبی)
گرلیویل(به انگلیسی: Greeleyville) شهری در ایالت کارولینای جنوبی کشور ایالات متحده آمریکا است که جمعیت آن در سرشماری سال ۲۰۱۰ میلادی، ۴۳۸ نفر بوده‌است.